# Cantonul Oullins
Cantonul Oullins este un canton din arondismentul Lyon, departamentul Rhône, regiunea Rhône-Alpes, Franța.

## Istoric
Cantonul este creat în 1973, prin detașarea orașelor La Mulatiere, Oullins și Sainte-Foy-lès-Lyon din cantonul Saint-Genis-Laval.
Decretul nr. 85-75 din 22 ianuarie 1985 detașează comunele La Mulatière și Sainte-Foy-lès-Lyon, care constituie cantonul Sainte-Foy-lès-Lyon. Cantonul este apoi redus la singura localitate din Oullins.
La 1 ianuarie 2015, cantonul dispare odată cu nașterea metropolei Lyon.

## Compoziție
Cantonul era limitat la singura comună a lui Oullins.